# サツキ (音楽家)
サツキ（32ki、2001年3月1日 - ）は、日本のボカロP、DJ、作曲家、YouTuber。
2019年5月から、ボカロPとしての活動を開始。2024年4月に発表された「メズマライザー」は、ボカロ曲としては史上6曲目、かつ史上最速の204日で1億回再生を達成した。胸を揺さぶるような重厚なサウンドと叙情的な歌詞が特徴的。

## 人物・活動歴

### ボカロPになるまで
10歳だった2010年ごろに、ニンテンドーDSiウェア『うごくメモ帳』で、ボカロPであるひなた春花の「ナゾカケ」「ナゾトキ」を聴いた。この2つの曲を歌っているのが人間ではないと感じて調べ、VOCALOIDの存在を知ったことがボカロ曲を聴き始めるきっかけとなった。一番好きなボカロPであるというトーマを中心に、悪ノPの七つの大罪シリーズや、kemu、じんの曲を好んで聴いていた。当時は、ボカロ曲しか聴いていないというほどボカロ曲にのめり込んでいたという。ボカロ曲ばかり聴いていくうちに、「自分でもやってみたい」という欲求が高まっていった。
しかし、2013年から2014年ごろに、トーマやkemuといったボカロPらがそれぞれの理由で活動を停止し、ボカロ史において「衰退期」「焼け野原」と呼ばれる時期に入った。この影響で、それまで好んで聴いていたものが一気に聴けなくなり、自分が好きな音楽は自分で作るしかないという思いが芽生えたことで、本格的にボカロPを目指すようになった。

### 活動開始〜「CIRCUS PANIC!」
2019年5月にv flowerと初音ミクV4Xを購入。大学生になりアルバイトを始め、初めて出た給料で購入したという。
初投稿は2019年5月に公開された「ニルヴァーナ」。使用ボカロはflowerで、5月24日にニコニコ動画で公開された。それまでバンドなどの経験はなく、楽器も鍵盤ハーモニカやリコーダー程度しか操れない状態だった。そのため、初めて自分で作った曲をそのまま公開するという形となった。初めての投稿でクオリティが高く人気なコンテンツを作ることは目指さず、コツコツやっていくつもりで投稿したと、本人は話している。
2021年8月に「偶像じゃない」をリリース。後のインタビューで、この曲を投稿した時に、何かを掴んだような感触があったと語っている。
2023年4月に、「後遺症、備忘録、時限爆弾。」を投稿。「人マニア」や「強風オールバック」 といった曲が台頭し、重音テトSV が発売されるなど、ボカロ界に多くの動きがあった2023年上半期に発表された。当時流行りの曲とは違う曲調を意識して作ったところ、一部のリスナーからかなり高い評価を受け、これ以降、「どうすれば再生回数が伸びるか」ということを気にせずに作るようになったという。本人が「自分のやりたいことが見つかった気がした」と話すほど、サツキにとって大きな転機となった。
同年5月に、「CIRCUS PANIC!」をリリース。プロジェクトセカイ カラフルステージ! feat. 初音ミクの楽曲公募で初めて採用され、無色透明祭IIで再生回数が伸びたり、その後開催された1枚絵動画投稿祭でも入賞したりと、サツキはボカロPとして大きく前進することとなった。

### 「メズマライザー」〜現在
前述の「CIRCUS PANIC!」で大きく躍進したサツキだったが、一方で、周りの友人の方が自分より伸び始め、自分に対して焦り始めた時期でもあったという。その焦りを落ち着かせるため、大衆にハマるようなポップスを作ろうと考え、「メズマライザー」の作成に至った。
MVの制作は、X（旧Twitter）で相互フォローだったchannelに依頼。その後、channelが投稿した「ラビットホール」（DECO*27制作の楽曲）の二次創作が流行。フォロワー数が制作依頼時の3〜4倍に増加したため、下手なものは作れないと思いながらデモの制作に取り組んでいた。「展開が意味分からないグチャグチャしたダークな曲」は、channelの作風に合わないと考え、なるべくシンプルで明るい雰囲気の曲を作るようにしたと、本人は述べている。また、曲の制作で意識したこととして、自身がよく聴いていた、10年前のボカロ曲で良いと思ったものを取り入れることを挙げている。これは、自分がしたいことをしようとした結果、代わりに自分の憧れの人の特徴が部分的に出てきたからであると話している。その憧れの人がトーマとkemuであるかと聞かれると、「『メズマライザー』みたいな曲を作るときは、トーマさんとkemuさんが出てきているかもしれないですね。キャッチーなメロディや良い意味でのやかましさのあるアレンジをやっていこうっていう意識があったと思います。」と答えている。
ボーカルには、初音ミクと重音テトを使用。重音テトを使用した理由としては、channelが描く重音テトを見たいという気持ちがあったことを挙げている。重音テトは、UTAU版は2008年ごろからあったものの、Synthesizer Vからの発売は2023年と、ボカロ界においては新たな存在であった。
調声については、自分が“かわいいな”と感じる声にすることを大切にしたという。少し明るめで、幼さのある声を好んでいる。
投稿する1週間前、知り合いであり、ボカロPの大漠波新と食事へ行った。このときも、MV担当のchannelの知名度や、自分の伸び具合などに対する不安を「お悩み相談役」でもあった大漠波新に打ち明けていた。大漠波新は「絶対大丈夫だよ」と声をかけたという。
2024年4月27日、参加していたニコニコ超会議2024の1日目の夜、「メズマライザー」をニコニコ動画、ならびにYouTubeに投稿。超会議では、前述の大漠波新と同じブースだったため、投稿の瞬間も隣にいた。
ニコニコ超会議2日目、大漠波新と共に、ボカロPの吉田夜世のブースに集まった。「大バズいった」「1000万回再生行く」など話し、「メズマライザー」の流行を予想した。結果的に、「メズマライザー」は、ボカロ曲としては史上6曲目、かつ史上最速の204日で1億回再生を達成し、空前絶後のヒット曲となった。
2024年11月8日、ニコニコ動画とYouTubeに、「メズマライザー」以来の新曲となる「オブソミート」を投稿。Billboard JAPANのニコニコ VOCALOID SONGS TOP20に初登場で3位を記録した。
2025年4月1日、「ファサード・クエスション」をリリース。この曲は、ポケモン feat. 初音ミク Project VOLTAGE High↑(ポケミク)の特別編として発表された。また、この曲には、2008年の同日が発表日である、重音テトの誕生を祝う役割もあったため、ボーカルには初音ミクに加え、重音テトが使用された。よって、サツキは「メズマライザー」「オブソミート」と同じ合成音声ソフトウェアを使用することとなった。